# Metoda žluté skály
Metoda žluté skály (anglicky The Yellow Rock Method) je psychologická obranná technika, která se používá pro zvládání interakcí a komunikací s obtížnými nebo manipulativními lidmi, zejména s těmi, kteří vykazují narcistické sklony, poruchy osobnosti nebo toxické způsoby chování. Na rozdíl metody šedé škály zahrnuje přidání zdvořilosti do komunikace, což jí dodává přátelštější, vřelejší a přívětivější pocit. Tato metoda představuje lepší volbou, když je potřeba udržet pozitivní vztah s narcistou, což se hodí, pokud hraje důležitou roli zachování spolupráce, jako je např. pracovní prostředí nebo společné rodičovství. 

## Provádění metody
Tato komunikační strategie je založena na kombinaci zdvořilosti, klidného projevu a důsledného udržování osobních hranic. Cílem je minimalizace konfliktních nebo manipulativních interakcí při zachování vstřícného a vlídného přístupu. Metoda se využívá zejména v náročných mezilidských situacích, kde je potřeba zachovat emoční odstup a zároveň neeskalovat napětí.
Strategie staví na několika klíčových prvcích:  
- Zdvořilá a laskavá formulace vyjádření: Místo strohých odpovědí se volí jemnější a vlídnější formulace, které podporují neutrální, ale vstřícný tón komunikace.
- Pozitivní a klidný projev: Lze využít mírný tón hlasu a přátelský výraz obličeje, čímž se vytváří atmosféra otevřenosti bez emocionální angažovanosti.
- Důraz na fakta: Komunikační styl je založen na sdělování konkrétních, věcných informací, které nejsou emocionálně zabarvené.
- Udržování hranic: Jedním z pilířů metody je schopnost odmítnout nežádoucí témata či chování jasným, ale slušným způsobem.
- Trpělivost a konzistence: Účinnost přístupu může záviset na důslednosti jeho uplatňování, zejména v dlouhodobějších nebo opakovaných interakcích.